# Auguste zu Mecklenburg

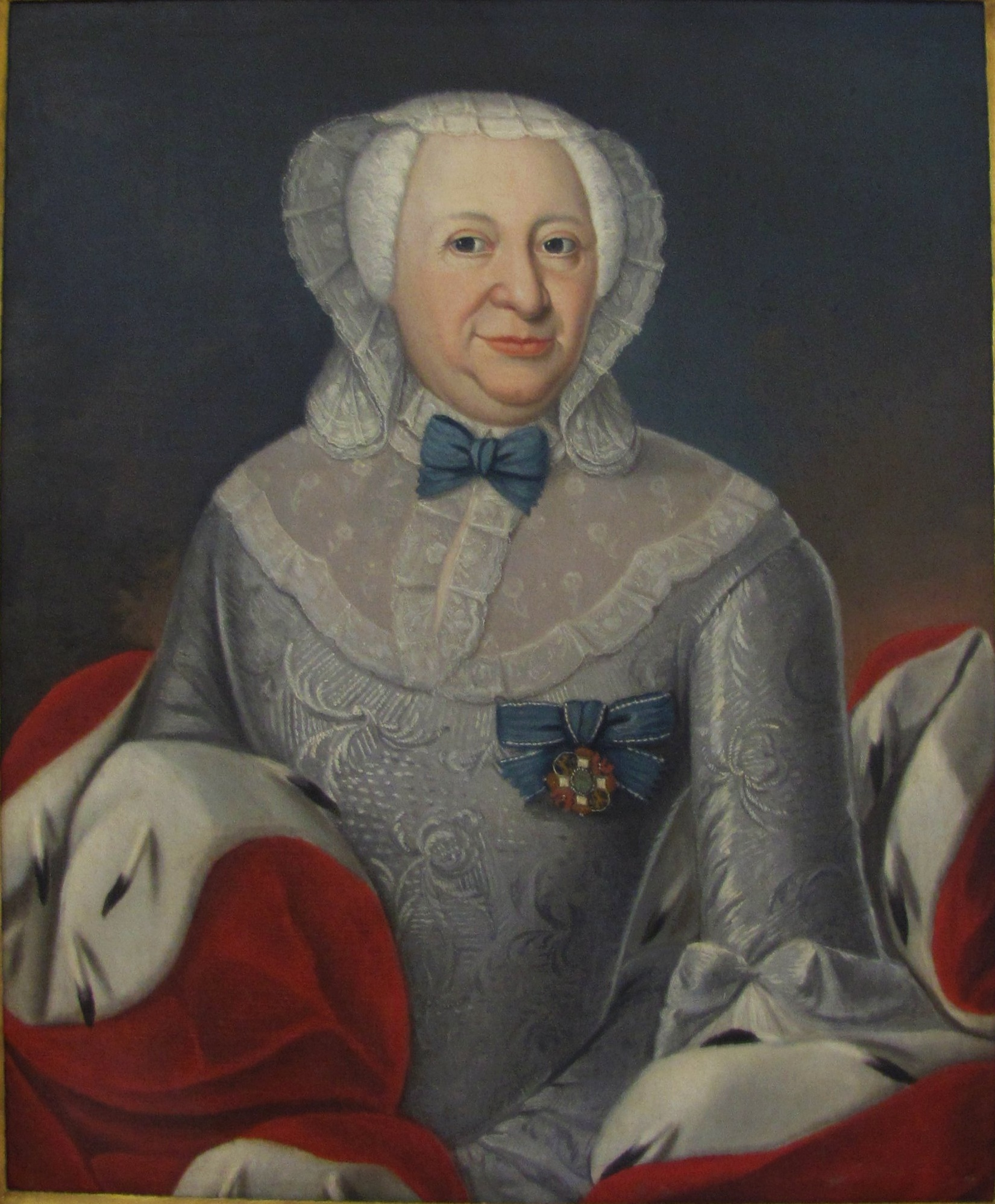
Auguste zu Mecklenburg. Porträt von Friedrich Georg Herzog (1752) im Schloss Güstrow

Auguste, Herzogin zu Mecklenburg [-Güstrow], auch Augusta, genannt „Prinzessin von Dargun“ (* 27. Dezember 1674 in Güstrow; † 9. Mai 1756 in Dargun) war die jüngste Tochter des Herzogs Gustav Adolf zu Mecklenburg und dessen Frau Magdalene Sibylle, geb. Prinzessin von Schleswig-Holstein-Gottorf, Tochter von Friedrich III., und die jüngere Schwester von Herzogin Louise zu Mecklenburg.

## Leben und Wirken

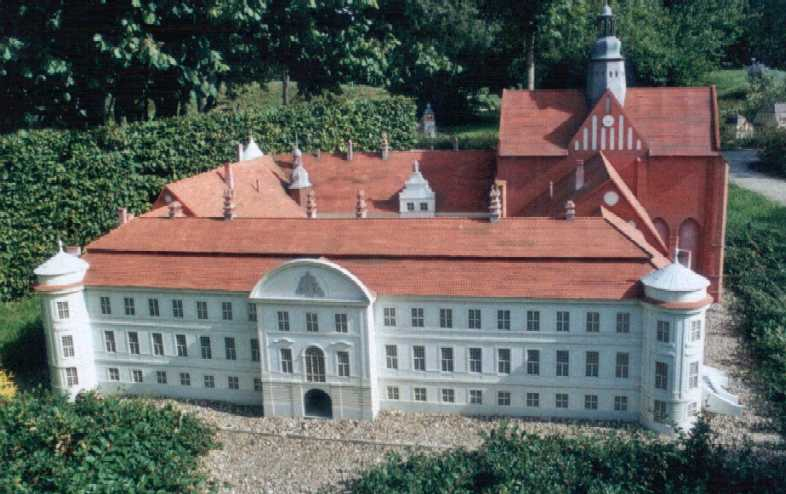
Modell von Schloss Dargun im Zustand vor 1945

Herzogin Auguste entstammte der 18. Generation des mecklenburgischen Fürstenhauses und war die letzte Prinzessin (Herzogin) des Hauses Mecklenburg-Güstrow. Sie blieb unverheiratet und lebte zunächst mit ihrer Mutter im Schloss Güstrow. Nachdem diese 1719 gestorben war, erhielt Auguste 1720 das Amt Dargun als Apanage. Schon früh hatte sie ein lebhaftes religiöses Interesse und entwickelte eine eigene, im Wesentlichen vom Pietismus geprägte Frömmigkeit, die Zeitgenossen als alamodisches Kavalier-Christentum bezeichneten. Ihren Hof auf Schloss Dargun, einem ehemaligen Kloster, wo sie mit einem ansehnlichen Hofstaat von etwa 150 Personen lebte, machte sie zu einem Zentrum des Pietismus im Lande. Sie nahm sich der Verwaltung ihres aus etwa 45 Ortschaften bestehenden Territoriums an und führte eine Reihe von Reformen durch, insbesondere im Schul- und Gesundheitswesen. Alle Schulen erhielten neue Schulordnungen; in Dörfern, in denen es noch keine Schulen gab, wurden solche eingerichtet. Durch den Einsatz sogenannter „Zugehfrauen“ schuf sie eine Vorstufe der späteren Gemeindeschwester.

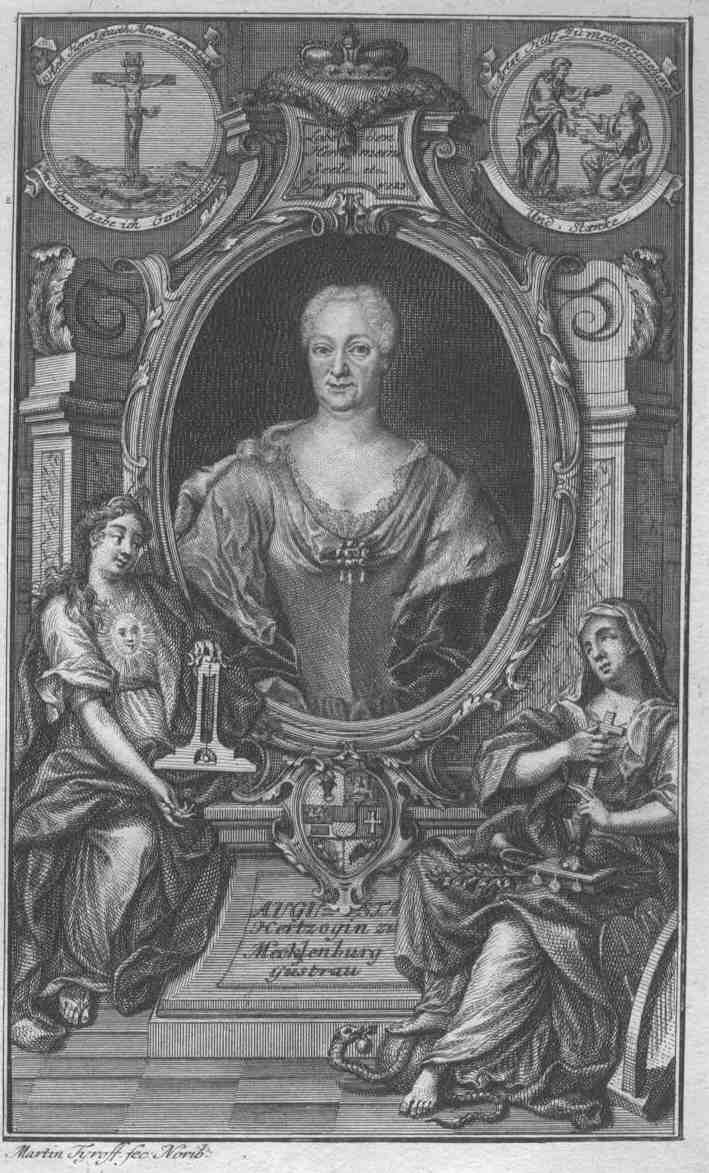
Auguste zu Mecklenburg. Zeitgenössischer Kupferstich mit Allegorien der Rechtschaffenheit und des Glaubens

Unter dem Einfluss ihrer älteren Schwester Christine nahm ihre Frömmigkeit an Radikalität zu, und sie begann sich für die Mystik Johann Wilhelm Petersens zu interessieren. Prediger, die sie durch Vermittlung ihres Neffen Christian Ernst zu Stolberg-Wernigerode, dem Sohn Christines, aus dessen Grafschaft erhalten hatte und mit denen sie unter ihrem Patronat stehenden Pfarrstellen in Levin, Groß-Methling und Röcknitz (alle heute Ortsteile von Dargun) besetzte, brachten die hallische Variante, den „Bekehrungspietismus“, bei dem man nach einem „Bußkampf“ zum „Gnadendurchbruch“ kam, nach Mecklenburg. Mit 58 Jahren hatte die Herzogin selbst ein intensives Bekehrungserlebnis und war von da an voller Heilsgewissheit. Sie setzte alle ihre Energie darein, geistliches Leben in diesem Sinne in ihren Herrschaftsbereich zu bringen. Ihr Hof wurde zum Sammelpunkt einer Gemeinde von Bekehrten, aber auch zum Ausgangspunkt von Spaltungen und Gerüchten. 1735 führten die Auseinandersetzungen um den „Enthusiasmus“ der Herzogin und ihrer Anhänger zur Entlassung des ihr kritisch gegenüberstehenden konservativen Hofpredigers Georg Friedrich Stieber und die Berufung des Wernigeroder Predigers Karl Heinrich Zachariae. Der Streit zog Kreise: das herzogliche Konsistorium in Rostock ermittelte, und in etwa 60 Streitschriften wurde das Für und Wider der Lehre vom „Bußkampf“ in den Jahren 1736 bis 1739 öffentlich erörtert. Der Plan Augustes, 1736 die Pfarrstelle in Jördenstorf mit einem pietistischen Prediger besetzen zu lassen, führte zu lange anhaltendem Widerstand des Geistlichen Ministeriums in Güstrow wie auch zu Tätlichkeiten der Ortsgemeinde selbst gegen die von ihnen als „Darguner Ketzer“ und „Quäker-Priester“ beschimpften Pietisten. Erst 1747 kam es zu einer Einigung. 1752 gelang es Auguste, mit Brudersdorf (heute ebenfalls Ortsteil von Dargun) auch die letzte der fünf ihrem Patronat unterstehenden Kirchengemeinden mit einem pietistischen Pastor zu besetzen.
Auguste unterhielt enge Verbindungen mit ihren Schwestern und deren Familien, besonders mit den Höfen in Wernigerode und Dänemark, die ihr auch glaubensmäßig nahestanden. Von der dänischen Königin Sophie Magdalene von Brandenburg-Kulmbach, der Frau ihres Neffen Christian VI., wurde sie mit dem Ordre de l’union parfaite ausgezeichnet.
Augustes Hof war Anziehungspunkt für Pietisten in ganz Mecklenburg, wie die Familie von Maltzan auf Teschow (heute Ortsteil von Teterow) und von Zeppelin auf Wohrenstorf (heute Ortsteil von Cammin (bei Rostock)), und hatte zugleich eine Ausstrahlungskraft, die weit über das Land hinausreichte; auch Missionare der Dänisch-Halleschen Mission kehrten hier ein und fanden Unterstützung. Die Herzogin unterhielt eine reiche Korrespondenz mit ähnlich Denkenden in Ostfriesland, Glückstadt, Kopenhagen und im Herzogtum Schweidnitz-Jauer. Ihr Einfluss auf die geistige und geistliche Entwicklung ihres Großneffen Herzog Friedrich von Mecklenburg, der als Kind und Jugendlicher häufig bei ihr zu Besuch war, war erheblich.
Auguste war die letzte ständige herrschaftliche Bewohnerin des Schlosses zu Dargun. In ihre Zeit fallen noch einmal größere Um- und Ausbauten. West- und Südflügel wählte die Prinzessin für sich aus.
Beigesetzt wurde Auguste zu Mecklenburg in der Familiengruft im Güstrower Dom.